# Памандзі
Памандзі́ (фр. Pamandzi) — муніципалітет у Франції, в заморському департаменті Майотта. Населення — 9077 осіб (2007).
Муніципалітет розташований на відстані близько 8300 км на південний схід від Парижа, 6 км на схід від Мамудзу.